# Drachenzähmen leicht gemacht (Buchreihe)
Drachenzähmen leicht gemacht (orig. How to Train Your Dragon) ist eine zwölfteilige Kinderbuchreihe der britischen Autorin Cressida Cowell. Die Handlung findet in einer fiktiven Wikinger-Welt statt und begleitet den Protagonisten Hicks auf seinem steinigen Weg zu einem „echten Helden“. 2003 wurde im Vereinigten Königreich der erste Band der Reihe vom Verlag Little, Brown and Company und in den Vereinigten Staaten ab 2004 vom Verlag Hodder Children’s Books veröffentlicht. Bis 2015 wurden von der Buchreihe weltweit über sieben Millionen Exemplare verkauft.
Die Bücher wurden von DreamWorks Animation als Franchise, bestehend aus drei Spielfilmen, mehreren Kurzfilmen und einer Computeranimationsserie umgesetzt. Der dritte Film erschien 2019.

## Bücher
Cowell veröffentlichte zwölf Romane, welche die Abenteuer des Protagonisten Hicks behandeln. Alle Bücher wurden ins Deutsche übersetzt und sind im Arena Verlag erschienen. Die Bücher wurden im Original mit Innenillustrationen von Cowell veröffentlicht. Auf Deutsch erschienen drei Bände mit den Illustrationen von Cowell und drei Bände mit Illustrationen von Jutta Garbert. Ab 2015 wurden die deutschen Ausgaben von Clara Vath illustriert. Die Cover wurden bis Band acht von Veronika Wunderer gestaltet. Mit der Neuauflage von 2016 wurden auch die bereits erschienenen Bände mit neuen Covern und Illustrationen von Vath aufgelegt sowie in der Übersetzung an die Filmadaption angepasst. Vor Beginn der Buchreihe hatte die Hauptfigur Hiccup (Hicks) bereits einen ersten Auftritt im Bilderbuch Hiccup: The Viking Who Was Seasick (2000).
| Band | Deutsche Ausgabe               | Deutsche Ausgabe | Deutsche Ausgabe       | Englische Originalausgabe        | Englische Originalausgabe | Englische Originalausgabe |
| Band | Titel                          | Erscheinungsjahr | ISBN                   | Titel                            | Erscheinungsjahr          | ISBN                      |
| ---- | ------------------------------ | ---------------- | ---------------------- | -------------------------------- | ------------------------- | ------------------------- |
| 1    | Drachenzähmen leicht gemacht   | 2004             | ISBN 978-3-401-60230-1 | How to Train Your Dragon         | 2003                      | ISBN 978-0-340-99907-3    |
| 2    | Wilde Piraten voraus!          | 2005             | ISBN 978-3-401-60231-8 | How to Be a Pirate               | 2004                      | ISBN 978-0-340-99908-0    |
| 3    | Strenggeheimes Drachenflüstern | 2006             | ISBN 978-3-401-60232-5 | How to Speak Dragonese           | 2005                      | ISBN 978-0-340-99909-7    |
| 4    | Mörderische Drachenflüche      | 2010             | ISBN 978-3-401-60233-2 | How to Cheat a Dragon’s Curse    | 2006                      | ISBN 978-0-340-99910-3    |
| 5    | Brandgefährliche Feuerspeier   | 2010             | ISBN 978-3-401-60234-9 | How to Twist a Dragon’s Tale     | 2007                      | ISBN 978-0-340-99911-0    |
| 6    | Handbuch für echte Helden      | 2010             | ISBN 978-3-401-60235-6 | A Hero’s Guide to Deadly Dragons | 2007                      | ISBN 978-0-340-99913-4    |
| 7    | Im Auge des Drachensturms      | 2015             | ISBN 978-3-401-60236-3 | How to Ride a Dragon’s Storm     | 2008                      | ISBN 978-1-4449-3982-8    |
| 8    | Flammendes Drachenherz         | 2016             | ISBN 978-3-401-60237-0 | How to Break a Dragon’s Heart    | 2009                      | ISBN 978-0-340-99692-8    |
| 9    | Jagd um das Drachenerbe        | 2018             | ISBN 978-3-401-60238-7 | How to Steal a Dragon’s Sword    | 2011                      | ISBN 978-1-4449-0094-1    |
| 10   | Suche nach dem Drachenjuwel    | 2018             | ISBN 978-3-401-60239-4 | How to Seize a Dragon’s Jewel    | 2012                      | ISBN 978-1-4449-0879-4    |
| 11   | Verräterisches Drachenmal      | Januar 2019      | ISBN 978-3-401-60240-0 | How to Betray a Dragon’s Hero    | 2013                      | ISBN 978-1-4449-1398-9    |
| 12   | Der letzte Drachenkönig        | März 2019        | ISBN 978-3-401-60241-7 | How to Fight a Dragon’s Fury     | 2015                      | ISBN 978-1-4449-2753-5    |

## Adaptionen
Etwas zeitversetzt zum Erscheinen der Kinderbücher (2004, 2004, 2006, 2007, 2009, 2010 [Teil 7], 2011 [Teil 6], 2011, 2012, 2014, 2015, 2016) wurden auch Hörbuchfassungen zur Buchreihe veröffentlicht. Im britischen Original werden sie von David Tennant gelesen, in der deutschen Übersetzung von Benedikt Weber. Die Vorgeschichte Hiccup: The Viking Who Was Seasick (2000) erschien als Hörbuch im Jahr 2014 unter dem abgewandelten Titel How to Be a Viking, gelesen von der Autorin Cressida Cowell.
DreamWorks Animation veröffentlichte am 26. März 2010 eine gleichnamige computeranimierte Filmadaption, bei der Chris Sanders und Dean DeBlois Regie führten. Die Adaption ist nur lose an die Handlung der Kinderbücher angelehnt. Der Film erwies sich als durchschlagender Erfolg und wurde zu einem bedeutenden Franchise für DreamWorks Animation. 2014 erschien mit Drachenzähmen leicht gemacht 2 die Fortsetzung der Filmreihe. Der dritte Teil der Reihe Drachenzähmen leicht gemacht 3: Die geheime Welt startete 2019 im Kino. Hörbuchsprecher Tennant sprach in den Kinofilmen die Nebenrolle des Spitelout.